# Игл-Нест-Лейк
Игл-Нест-Лейк (англ. Eagle Nest Lake State Park) — парк в Нью-Мексико, Соединённые Штаты Америки. Парк расположен рядом с деревней Игл-Нест, приблизительно 30 миль (48 км) к востоку от Таоса. Парк был основан 3 июля 2004 года. Главной достопримечательностью парка является одноимённое озеро размером 2400-акров (9,7 км2), которое считается популярным местом для рыбной ловли и катания на лодках летом, а также подледной рыбалки и катании на снегоходах зимой. Само озеро — это искусственный водоем, созданный в 1918 году при строительстве плотины. Озеро является средой обитания для некоторых видов рыб. К этим видам относятся микижа, кумжа, лосось, нерка, малоротый окунь, жёлтый окунь, карп, сом и щука. Озеро Игл-Нест находится на высоте 8300 футов (2500 м) и расположено в ледниковой долине на склонах горы Уилер-Пик, самой высокой горы в Нью-Мексико. В окрестных горах обитают дикие животные, такие как лось, олень и медведь.

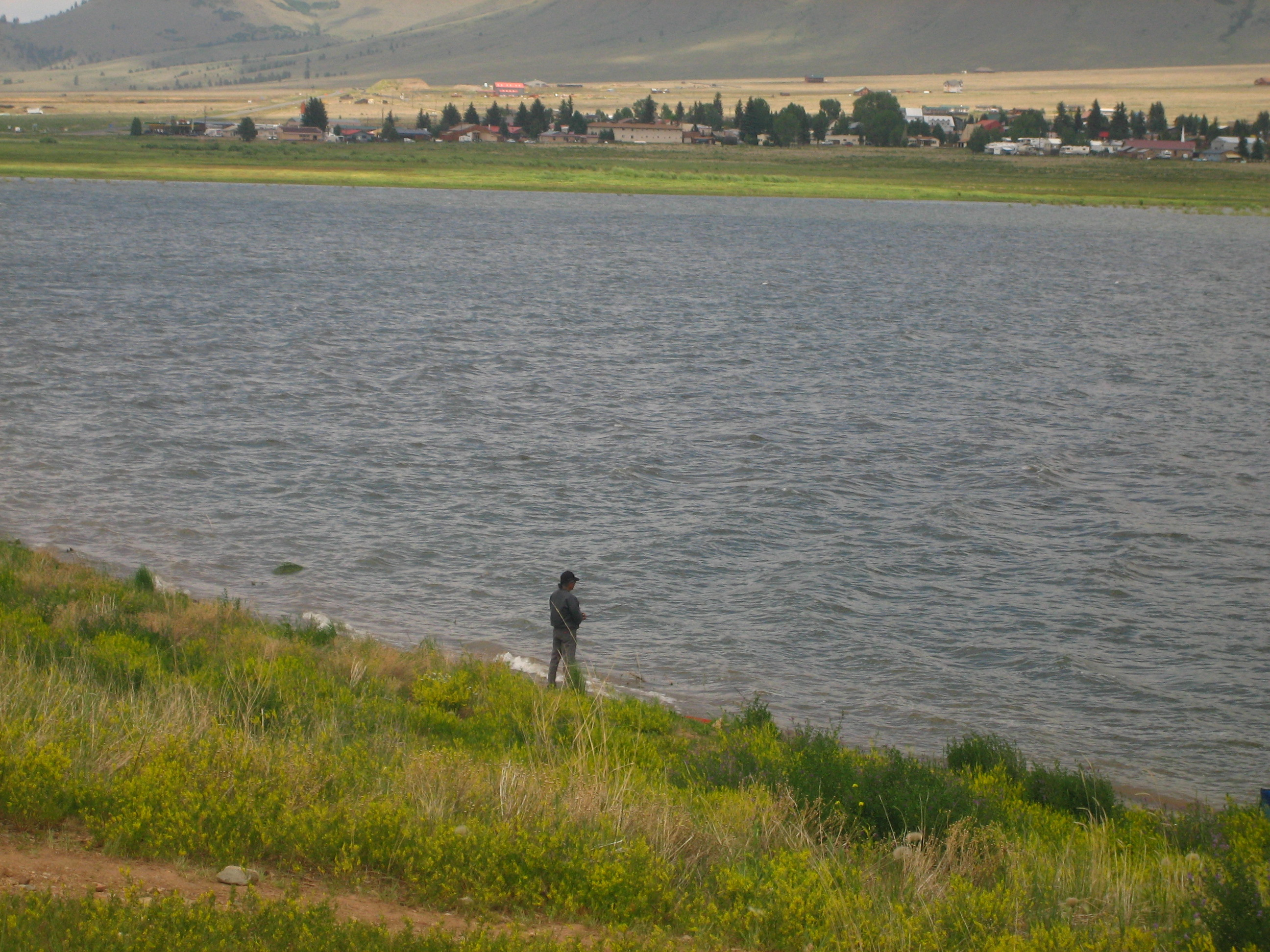
Одинокий рыбак на озере Игл-Нест
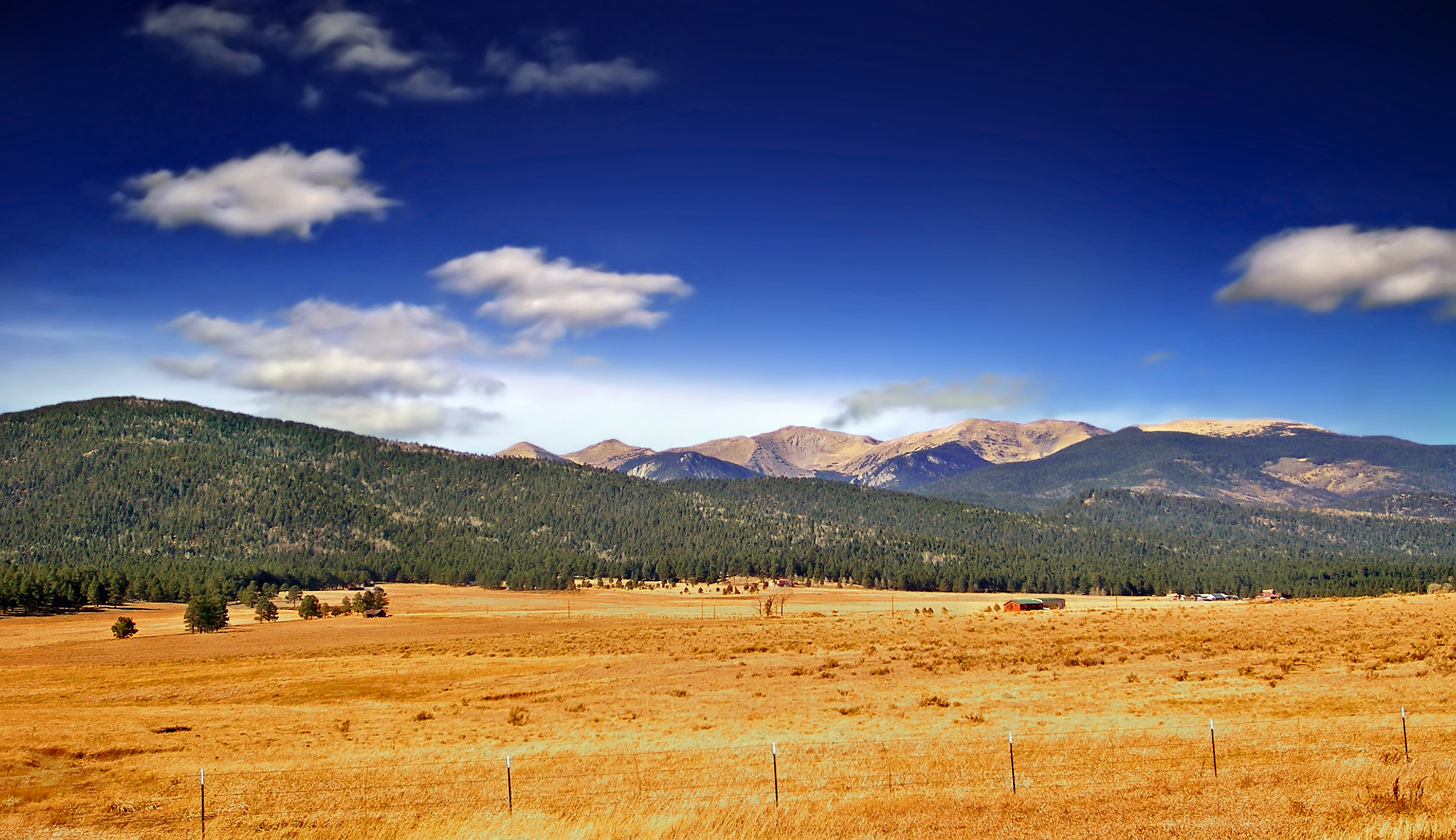
Вид на Уилер-Пик с озера Игл-Нест
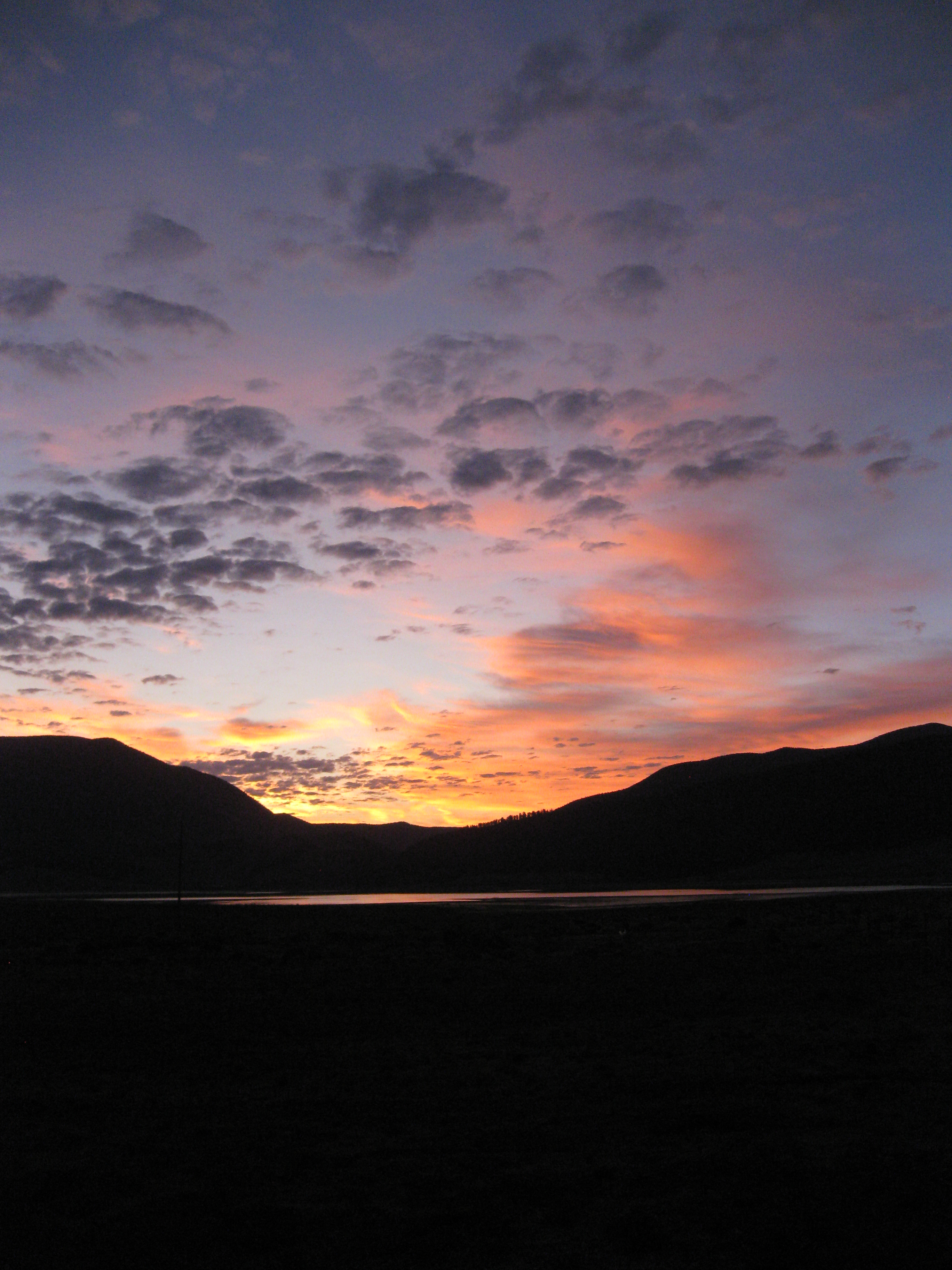
Восход на озере Игл-Нест